# جیسون دیویدسون
جیسون دیویدسون (انگلیسی: Jason Davidson؛ زادهٔ ۲۹ ژوئن ۱۹۹۱) بازیکن فوتبال اهل استرالیا است.
از باشگاه‌هایی که در آن بازی کرده است می‌توان به باشگاه فوتبال اسپورتینگ کوویلیا، باشگاه فوتبال هراکس آلملو، باشگاه فوتبال وست برومویچ آلبیون، باشگاه فوتبال پاسوژ د فریرا، و باشگاه فوتبال هادرزفیلد تاون اشاره کرد.
وی همچنین در تیم‌های ملی فوتبال زیر ۲۰ سال و بزرگسالان استرالیا بازی کرده است.